# ريتشارد برونو
ريتشارد برونو (بالإنجليزية: Richard Bruno)‏ هو مصمم أزياء تقليدية أمريكي، ولد في 21 أغسطس 1924 في الولايات المتحدة، وتوفي في 11 يناير 2012 في بورت تاونسند في الولايات المتحدة بسبب قصور كلوي.

## وصلات خارجية
- ريتشارد برونو على موقع IMDb (الإنجليزية)
- ريتشارد برونو على موقع قاعدة بيانات الفيلم (الإنجليزية)